# Linn Brandström
Linn Maria Magdalena Brandström, född 17 juli 1975, är en svensk politiker (moderat). Sedan 2022 är hon kommunalråd och kommunstyrelsens ordförande i Töreboda kommun.